# Championnats du monde de triathlon 2011
Navigation
Édition précédente Édition suivante
Les Championnats du monde de triathlon 2011 sont composés de 7 courses organisées par la Fédération internationale de triathlon (ITU) dont 1 grande finale. Chacune des courses est disputée au format olympique soit 1 500 m de natation, 40 km de cyclisme et 10 km de course à pied. La course prévue le 15 mai à Yokohama au Japon est reportée au 19 septembre en raison du séisme de mars et de ses conséquences. Cette course sera comptabilisée comme la première manche des Championnats du monde de triathlon 2012.

## Calendrier
| Date         | Ville          | Pays        |
| ------------ | -------------- | ----------- |
| 10 avril     | Sydney         | Australie   |
| 5 juin       | Madrid         | Espagne     |
| 19 juin      | Kitzbühel      | Autriche    |
| 17 juillet   | Hambourg       | Allemagne   |
| 7 août       | Londres        | Royaume-Uni |
| 21 août      | Lausanne       | Suisse      |
| 11 septembre | Pékin (Finale) | Chine       |

## Résultats

### Sydney
| Position | Hommes            | Hommes      | Hommes          | Femmes               | Femmes           | Femmes          |
| Position | Nom               | Pays        | Temps           | Nom                  | Pays             | Temps           |
| -------- | ----------------- | ----------- | --------------- | -------------------- | ---------------- | --------------- |
|          | Javier Gómez      | Espagne     | 1 h 50 min 22 s | Paula Findlay        | Canada           | 2 h 01 min 21 s |
|          | Jonathan Brownlee | Royaume-Uni | 1 h 50 min 29 s | Barbara Riveros Diaz | Chili            | 2 h 01 min 24 s |
|          | Sven Riederer     | Suisse      | 1 h 50 min 34 s | Andrea Hewitt        | Nouvelle-Zélande | 2 h 01 min 29 s |

### Madrid
| Position | Hommes            | Hommes      | Hommes          | Femmes          | Femmes      | Femmes          |
| Position | Nom               | Pays        | Temps           | Nom             | Pays        | Temps           |
| -------- | ----------------- | ----------- | --------------- | --------------- | ----------- | --------------- |
|          | Alistair Brownlee | Royaume-Uni | 1 h 51 min 06 s | Paula Findlay   | Canada      | 2 h 03 min 46 s |
|          | Jonathan Brownlee | Royaume-Uni | 1 h 51 min 09 s | Helen Jenkins   | Royaume-Uni | 2 h 03 min 49 s |
|          | Javier Gómez      | Espagne     | 1 h 51 min 51 s | Emmie Charayron | France      | 2 h 03 min 58 s |

### Kitzbühel
| Position | Hommes                | Hommes      | Hommes          | Femmes        | Femmes      | Femmes          |
| Position | Nom                   | Pays        | Temps           | Nom           | Pays        | Temps           |
| -------- | --------------------- | ----------- | --------------- | ------------- | ----------- | --------------- |
|          | Alistair Brownlee     | Royaume-Uni | 1 h 51 min 54 s | Paula Findlay | Canada      | 2 h 05 min 52 s |
|          | Alexander Bryukhankov | Russie      | 1 h 52 min 38 s | Helen Jenkins | Royaume-Uni | 2 h 05 min 56 s |
|          | Sven Riederer         | Suisse      | 1 h 52 min 59 s | Sarah Groff   | États-Unis  | 2 h 06 min 27 s |

### Hambourg
| Position | Hommes          | Hommes      | Hommes          | Femmes        | Femmes    | Femmes          |
| Position | Nom             | Pays        | Temps           | Nom           | Pays      | Temps           |
| -------- | --------------- | ----------- | --------------- | ------------- | --------- | --------------- |
|          | Brad Kahlefeldt | Australie   | 1 h 44 min 08 s | Emma Moffatt  | Australie | 1 h 53 min 37 s |
|          | William Clarke  | Royaume-Uni | 1 h 44 min 09 s | Emma Jackson  | Australie | 1 h 53 min 44 s |
|          | David Hauss     | France      | 1 h 44 min 09 s | Emma Snowsill | Australie | 1 h 53 min 44 s |

### Londres
| Position | Hommes                | Hommes      | Hommes          | Femmes         | Femmes      | Femmes          |
| Position | Nom                   | Pays        | Temps           | Nom            | Pays        | Temps           |
| -------- | --------------------- | ----------- | --------------- | -------------- | ----------- | --------------- |
|          | Alistair Brownlee     | Royaume-Uni | 1 h 50 min 09 s | Helen Jenkins  | Royaume-Uni | 2 h 00 min 34 s |
|          | Alexander Bryukhankov | Russie      | 1 h 50 min 34 s | Gwen Jorgensen | États-Unis  | 2 h 00 min 41 s |
|          | Jonathan Brownlee     | Royaume-Uni | 1 h 51 min 04 s | Anja Dittmer   | Allemagne   | 2 h 00 min 49 s |

### Lausanne
| Position | Hommes            | Hommes      | Hommes      | Femmes               | Femmes           | Femmes      |
| Position | Nom               | Pays        | Temps       | Nom                  | Pays             | Temps       |
| -------- | ----------------- | ----------- | ----------- | -------------------- | ---------------- | ----------- |
|          | Jonathan Brownlee | Royaume-Uni | 52 min 23 s | Barbara Riveros Diaz | Chili            | 58 min 35 s |
|          | Javier Gómez      | Espagne     | 52 min 27 s | Emma Jackson         | Australie        | 58 min 35 s |
|          | Alistair Brownlee | Royaume-Uni | 52 min 38 s | Andrea Hewitt        | Nouvelle-Zélande | 58 min 37 s |

### Finale: Pékin
| Position | Hommes            | Hommes      | Hommes          | Femmes           | Femmes           | Femmes          |
| Position | Nom               | Pays        | Temps           | Nom              | Pays             | Temps           |
| -------- | ----------------- | ----------- | --------------- | ---------------- | ---------------- | --------------- |
|          | Alistair Brownlee | Royaume-Uni | 1 h 48 min 07 s | Andrea Hewitt    | Nouvelle-Zélande | 1 h 58 min 26 s |
|          | Sven Riederer     | Suisse      | 1 h 48 min 14 s | Helen Jenkins    | Royaume-Uni      | 1 h 58 min 40 s |
|          | Jonathan Brownlee | Royaume-Uni | 1 h 48 min 17 s | Melanie Annaheim | Suisse           | 1 h 28 min 58 s |

## Classements généraux
| Rang | Nom                   | Points |
| ---- | --------------------- | ------ |
| 1    | Alistair Brownlee     | 4285   |
| 2    | Jonathan Brownlee     | 3992   |
| 3    | Javier Gómez          | 3671   |
| 4    | Sven Riederer         | 3306   |
| 5    | Alexander Bryukhankov | 3208   |
| 6    | David Hauss           | 3157   |
| 7    | Laurent Vidal         | 2844   |
| 8    | Dmitry Polyansky      | 2764   |
| 9    | William Clarke        | 2495   |
| 10   | Brad Kahlefeldt       | 2217   |

| Rang | Nom                  | Points |
| ---- | -------------------- | ------ |
| 1    | Helen Jenkins        | 4023   |
| 2    | Andrea Hewitt        | 3836   |
| 3    | Sarah Groff          | 2783   |
| 4    | Emma Jackson         | 2760   |
| 5    | Barbara Riveros Diaz | 2754   |
| 6    | Paula Findlay        | 2637   |
| 7    | Emma Moffatt         | 2611   |
| 8    | Laura Bennett        | 2560   |
| 9    | Lisa Nordén          | 2265   |
| 10   | Melanie Annaheim     | 1950   |

## Autres

### Championnats du Monde "Espoir"
| Rang | Nom           | Temps           |
| ---- | ------------- | --------------- |
| 1    | Matthew Fort  | 1 h 52 min 12 s |
| 2    | David McNamee | 1 h 52 min 17 s |
| 3    | Thomas Bishop | 1 h 52 min 19 s |

| Rang | Nom              | Temps           |
| ---- | ---------------- | --------------- |
| 1    | Agnieszka Jerzyk | 2 h 07 min 07 s |
| 2    | Zsófia Kovács    | 2 h 07 min 08 s |
| 3    | Rebecca Robisch  | 2 h 07 min 14 s |

### Championnats du Monde "Junior"
| Rang | Nom               | Temps       |
| ---- | ----------------- | ----------- |
| 1    | Lukas Verzbicas   | 56 min 21 s |
| 2    | Justus Nieschlag  | 56 min 54 s |
| 3    | Tony Smoragiewicz | 56 min 59 s |

| Rang | Nom             | Temps           |
| ---- | --------------- | --------------- |
| 1    | Mikayla Nielsen | 1 h 03 min 40 s |
| 2    | Ashlee Bailie   | 1 h 03 min 42 s |
| 3    | Hanna Philippin | 1 h 03 min 47 s |